# Svaljava
Svaljava (in ucraino Свалява?) è una città dell'Ucraina posta sul fiume Latorica. 
Svaljava ha  una popolazione di 17 068 abitanti ed  è situata nel distretto di Mukačevo, nell'oblast' della Tanscarpazia. Ospita l'amministrazione della comunità territoriale di Svaljava, una delle comunità territoriali dell'Ucraina.
Fino al 18 luglio 2020 Svaljava era il centro amministrativo del distretto di Svaljava.  Come parte della riforma amministrativa che ha ridotto a sei il numero dei distretti dell'oblast' della Transcarpazia il distretto di Svaljava venne fuso nel distretto di Mukačevo.
Esistono diversi nomi alternativi usati per questa città: tedesco: Schwalbach o Schwallbach, ungherese: Szolyva, slovacco: Svaľava, rumeno: Svaliava, russo: Свалява, yiddish: עוואליאוESusע/Svalyave.

## Monumenti e luoghi d'interesse
Al centro della città si trova il Palaz Culture (Palazzo della Cultura). Un'altra attrazione sono le statue dei valorosi soldati che hanno difeso la città dai tedeschi nella Seconda guerra mondiale. Vicino alle statue si trova la quercia da 500 anni simbolo della città.

## Storia
Secondo il censimento del 1910, il 47,1% della popolazione era composto da greco-cattolici, il 26,2% ebrei e il 22,9% cattolici romani. La popolazione ebraica fu deportata ad Auschwitz dal governo ungherese nel maggio del 1944 e assassinata dai tedeschi.
Dopo la seconda guerra mondiale un campo di concentramento si trovava vicino alla città. I civili ungheresi e tedeschi (nati tra il 1896 e il 1926) furono deportati dalle forze sovietiche nel campo in base alla loro nazionalità per "piccoli lavori" (robot malenkij) ma la maggior parte di loro - oltre 10.000 - furono uccisi nel campo. Il sito del campo è ora un sito commemorativo istituito nel 1994.

## Società

### Evoluzione demografica
Al censimento del 2001, la popolazione includeva:
- Ucraini (94,5%)
- Russi (1,5%)
- Ungheresi (0,7%)
- Slovacchi (0,6%)

## Sport
In primavera, esattamente nel mese di maggio, a Svaliava si svolgono le Olimpiadi regionali della Transcarpazia per gli Under 13.
L'Avangard Svaliava è una squadra di calcio che milita nelle leghe amatoriali che gioca nell'omonimo stadio, che ha una capienza di circa 1000 posti.

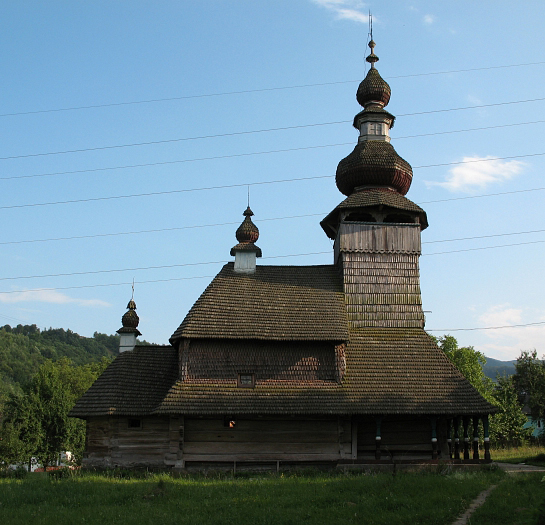
Chiesa di San Nicola
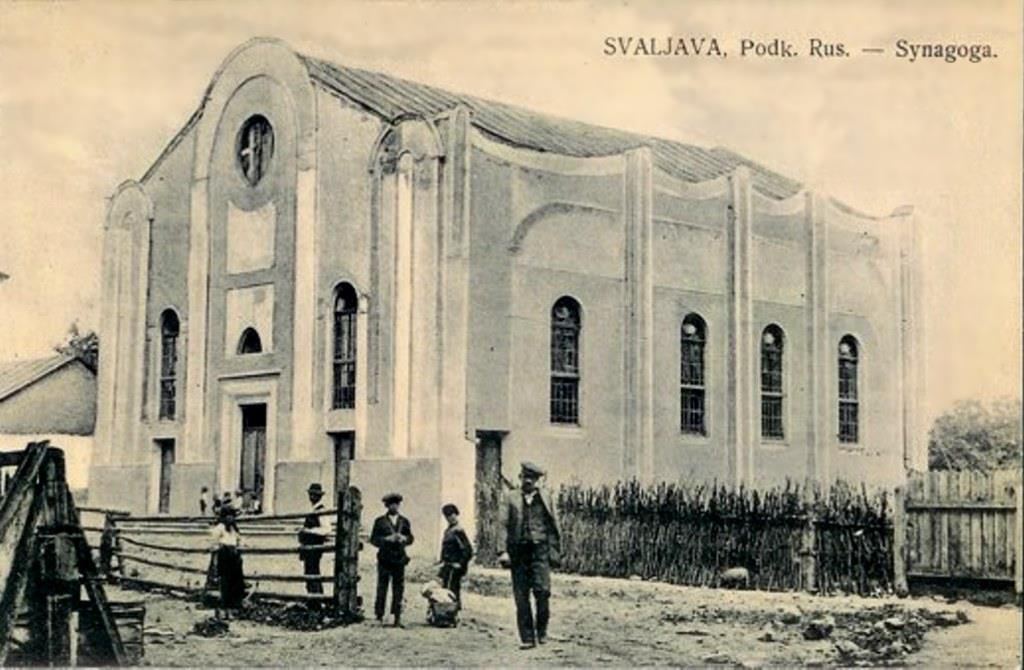
Sinagoga
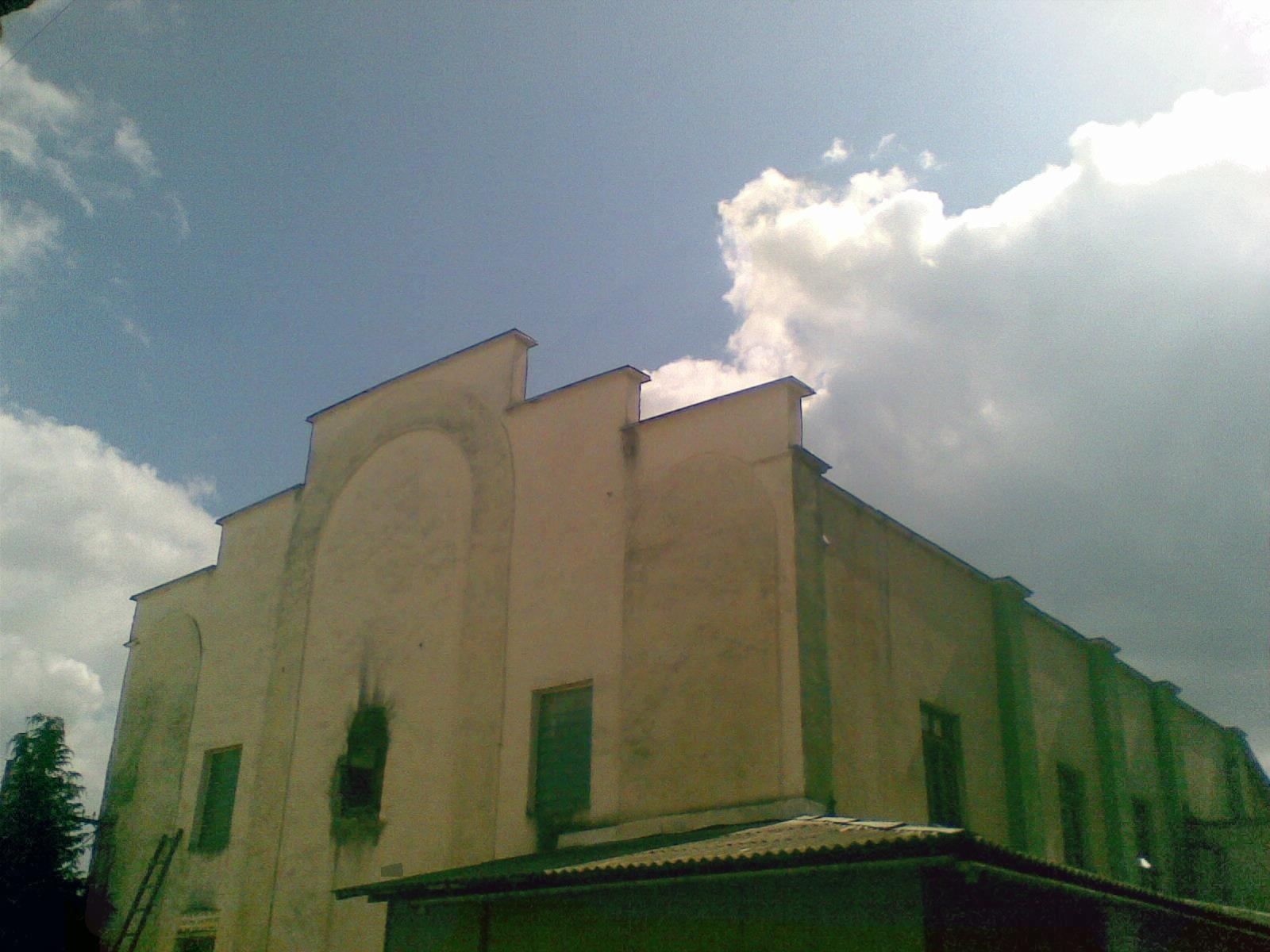
Sinagoga oggi (panetteria)
Ex sinagoga
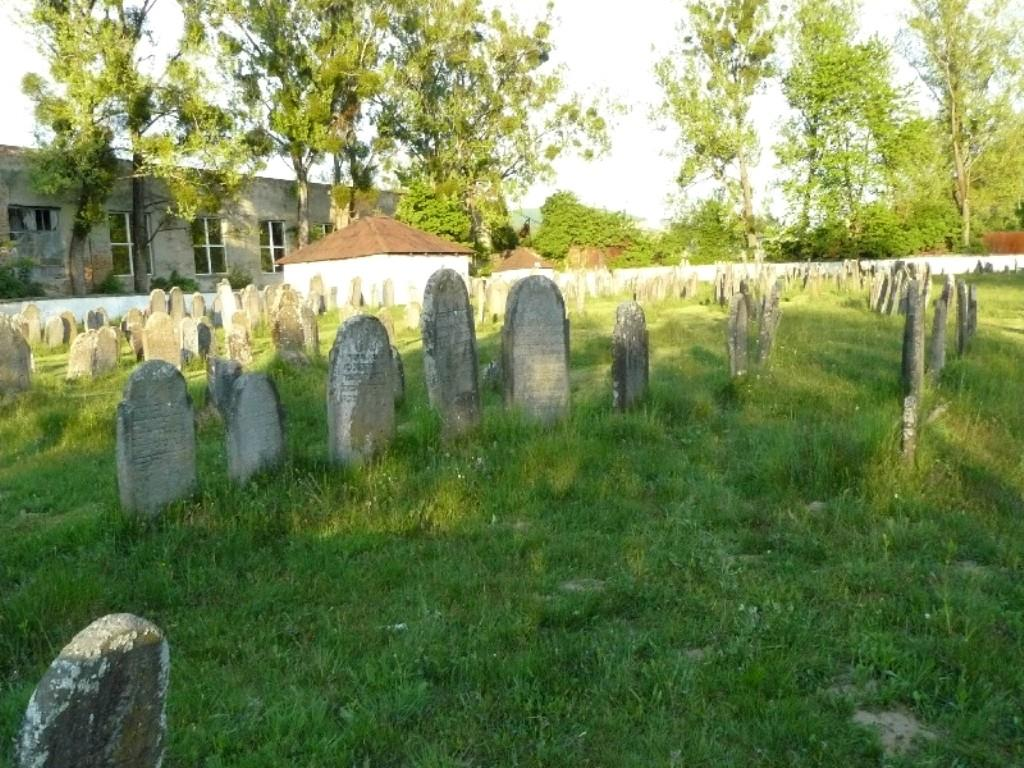
Cimitero ebraico
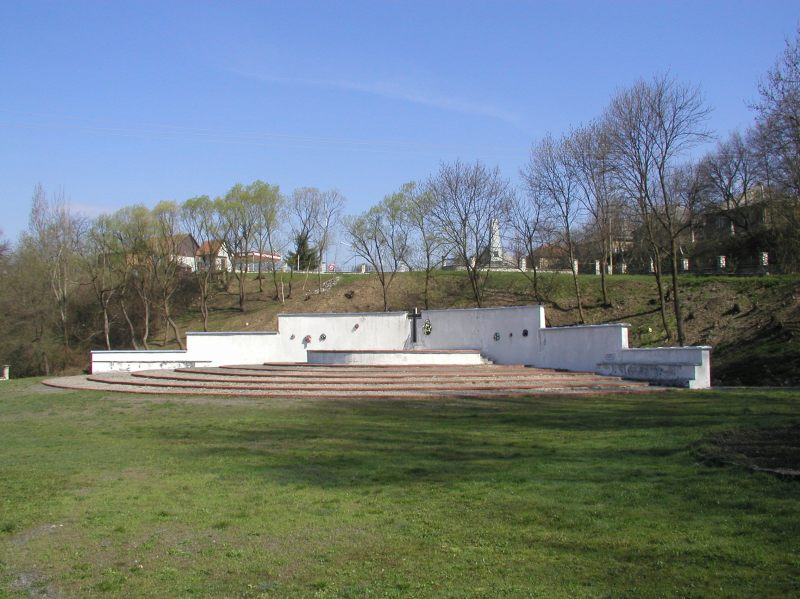
Parco memoriale